# Bernabò Malaspina (marchese di Godiasco)
Bernabò Malaspina (1470 circa – Voghera, 13 settembre 1513) è stato un marchese italiano, a capo dei ribelli guelfi antisforza (filo francesi) in Godiasco e nelle zone tra Alessandria e Voghera nel 1513.

## Biografia
Bernabò naque presumibilmente attorno al 1470 e prese il nome del nonno paterno, morto nel 1468. Suo padre, Manfredi, era un fedele suddito degli Sforza di Milano e, in un documento del 1481, risultava essere marchese di Filattiera, Godiasco, Cella e Nivione, anche se in realtà possedeva solo un quarto del feudo di Godiasco.
Infatti Godiasco era un feudo suddiviso tra più rami della famiglia Malaspina, tutti derivanti dalla linea dello Spino Fiorito. La famiglia di Bernabò apparteneva al ramo di Filattiera e Cella e spesso venne in urto con un altro ramo in possesso di una quota del feudo, il ramo di Malgrate e Oramala, tanto che spesso scoppiarono risse feroci, con danni e feriti, tra Bernabò e i figli di Malgrate Malaspina, marchese di Oramala.
Manfredi muore nel 1497 e Bernabò, con il fratello GianLorenzo ne eredita i beni. Intanto continuano gli scontri con i cugini.
Quando nel 1499 i francesi invadono il Ducato di Milano, Bernabò si offre di difendere Ludovico il Moro, dimostrando di stare ancora dalla parte degli Sforza.
In seguito alla vittoria dei francesi Bernabò, come prassi, presta giuramento al re di Francia Luigi XII, insieme al fratello GianLorenzo, il 29 maggio 1500.
l'11 aprile 1512 avviene la battaglia di Ravenna, vinta dalle truppe francesi che però, perdendo il loro condottiero Gaston de Foix, sbandano. Nella ritirata riescono a catturare il legato pontificio Giovanni Medici, ma nell'attraversamento del Po a Bassignana, l'ostaggio passa nelle mani dei locali che lo consegneranno a Bernabò, il quale lo tratterà più come ospite che come prigioniero. In ogni caso Bernabò pensa ad avvisare il maresciallo filofrancese Gian Giacomo Trivulzio che però, data la grave situazione delle truppe francesi, non ritiene utile trattenere l'ostaggio pontificio e autorizza Bernabò a liberarlo, cosa che avviene dissimulando un tradimento dei servitori del marchese. Il legato, l'11 marzo 1513 diventerà Papa con il nome di Leone X.
Sul finire del 1512 gli Sforza, con il duca Massimiliano Sforza, rientrano in Milano sotto l'egida degli svizzeri, ma permangono forti simpatie francesi nei territori del tortonese e vogherese, tanto che nella primavera del 1513 iniziano le prime azioni di guerriglia, con al comando Bernabò, che gode dell'appoggio dei Fieschi, i quali controllano le valli che portano a Genova. A Volpedo, confinante con Godiasco, viene segnalata dalle autorità sforzesche la presenza di numerosi "banditi" simpatizzanti per Bernabò.
Il 12 maggio i guelfi prendono Tortona, Alessandria e Voghera, che subirà un tremenda rappresaglia da parte del duca di Milano due giorni dopo.
Il duca riesce a riprendere Tortona e il grosso dei francesi lascia Alessandria per Novara, dove, il 6 giugno 1513, avviene la battaglia dell'Ariotta, in cui i francesi vengono sconfitti e si ritirano oltralpe, ma i ribelli capeggiati da Bernabò rimangono in azione.
Nonostante le sconfitte gli scontri tra filofrancesi e Sforza sono continui, fino a che il 12 luglio, il duca Massimiliano decide di sedare la rivolta, mandando un esercito che risale la val Curone fino a Cella, dove c'è il castello di Bernabò. I feudatari della valle sono sostanzialmente collaborativi con gli Sforza, tranne Volpedo, le cui mura, per punizione, vengono abbattute il 13 luglio 1513.
Bernabò riesce a fuggire da Cella e attacca Tortona, ma non riesce a prenderla e si teme punti ad Alessandria. Tenta anche di riprendere Volpedo in cui c'è una guarnigione spagnola.
Ai primi di settembre il duca manda di nuovo i soldati per prendere Barnabò e questa volta hanno successo. Il 13 settembre 1513 Bernabò viene decapitato in piazza a Voghera. Alcuni fonti parlano di squartamento, ma sembrano meno attendibili.

## Ascendenza
Di seguito l'ascendenza di Bernabò fino al capostipite dello Spino Fiorito, con evidenziati i rami aventi quote di Godiasco e alcuni personaggi indicati nella biografia con le date di nascita e morte note:
- Opizzino, capostipite del ramo dello Spino Fiorito
  - Isnardo
    - Azzolino, ramo di Varzi
    - Gabriele, ramo di Verrucola e Fivizzano

  - Bernabò
    - Francesco, ramo di Olivola

  - Alberto, ramo di Godiasco
    - Nicolò (detto il Marchesotto)
      - Franceschino, ramo di Castiglione e Casalasco
      - Antonio, ramo di Bagnone e Valverde
      - Giovanni, ramo di Treschietto e Piumesana (quota di Godiasco)
      - Obizzino, ramo di Filattiera e Cella (quota di Godiasco)
        - Riccardino
          - Bernabò (? - 1468)
            - Manfredi (? - 1497)
              - Bernabò (1470 - 1513)
              - GianLorenzo

      - Bernabò, ramo di Malgrate e Oramala (quota di Godiasco)
        - Niccolò
          - Bartolomeo
            - Ercole
              - Malgrate (? - 1499)
                - Giambattista (? - 1514)

## Discendenza
Bernabò sposò Giovanna Eustachi da cui ebbe cinque figli:
- Francesca
- Manfredi
- Riccardino
- Camillo
- Scaramuccia

I quattro figli maschi, Manfredi, Riccardino, Camillo e Scaramuccia finiranno anche'essi decapitati per delitti successivi tra il 1530 e il 1532.